# Natacha Rambova
Natacha Rambova (született Winifred Kimball Shaughnessy (Salt Lake City, 1897. január 19. – Pasadena, 1966. június 5.) amerikai filmes jelmez,- és díszlettervező illetve balett-táncos volt, aki Hollywoodban, az 1920-as években tevékenykedett. Későbbiekben egyiptológiával foglalkozott, ez mint tudóst tette ismertté, az 1950-es években. Férje a világhírű némafilmszínész Rudolph Valentino volt.

## Fiatalkora
Rambova Michael Shaughnessy és Winifred Kimball jómódú, vallásos szülők gyermekeként született Salt Lake Cityben. Mivel apja alkoholista és szerencsejáték-függő volt, szülei 1900-ban elváltak egymástól, Rambova pedig anyjával a kaliforniai San Franciscóba költözött. Az anyja ezután kétszer is megházasodott. Második férje az illatszer-milliomos Richard Hudnut lett, aki Natachát örökbe is fogadta. Rambova később Angliában tanult, mielőtt táncolni kezdett, majd Theodore Kosloff, orosz balettkoreográfus irányítása alatt lépett fel New Yorkban. Rambova azonban túl magas volt (173 cm), a „klasszikus balerina” szerep betöltéséhez, de az akkori 32 éves Kosloff főszerepet ajánlott fel neki, és a fellépés után nemsokára Rambova szeretője lett. Rambova anyja igencsak felháborodott ezen, mivel Kosloff már házas ember volt, és majdnem kétszer annyi idős mint a tizenhét éves Natacha. Rambova ezután külföldre menekült, de végül édesanyja beleegyezett abba, hogy továbbra is felléphessen a társasággal. Ekkoriban változtatta meg nevét, az oroszos hangzású Natacha Rambovára. Tizenkilenc évesen Los Angelesbe költözött, ahol hollywoodi filmes produkciók jelmeztervezője lett. Ott ismerkedett meg Rudolph Valentino színésszel, akivel házasságot kötött. Valentinóval való kapcsolata széles körben elterjedt hírességek körében. Bár több közös érdeklődési körük volt, mint például a művészet, költészet és a spiritizmus, kollégái úgy érezték, hogy a nő túlságosan irányítja Valentino munkáját, és őt hibáztatták Valentino karrierjének bukása miatt.

## Házassága

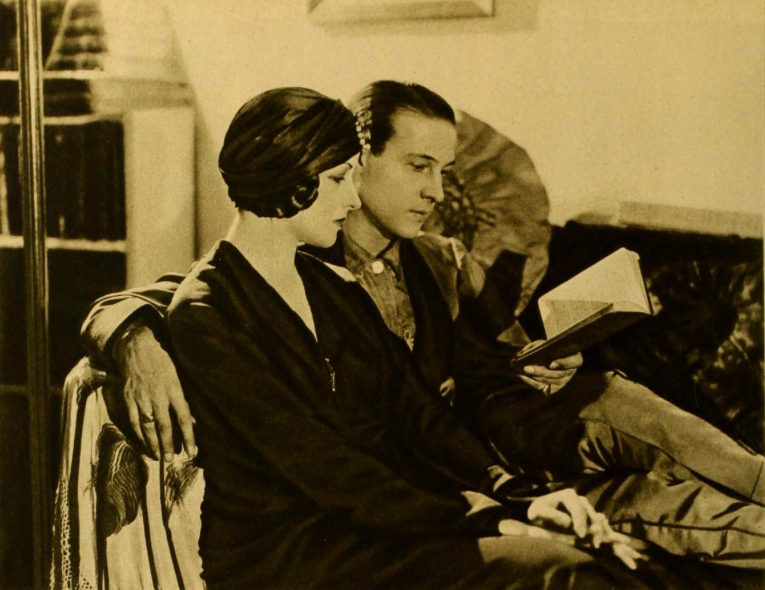
Natacha Rambova és Rudolph Valentino otthonukban, Whitley Heightsben (1923)

Rambova Nazimovával folytatott munkája során találkozott jövendőbeli férjével, Rudolph Valentinóval. Rambova és Valentino 1920 decemberében kezdtek el párként megjelenni egy jelmezbálon, bár Valentino jogilag még mindig Jean Acker férje volt, aki a nászéjszakájukon kitiltotta őt a hálószobából, és nem sokkal később elhagyta. Valentino beköltözött Rambova bungalójába, és együtt több egzotikus háziállatot vásároltak, köztük egy Zela nevű oroszlánkölyköt. Rambova később felidézte, hogy a korai együtt töltött éveik voltak a legboldogabbak. "Mindketten szegények voltunk, általában még mindig ismeretlenek a világ számára, és dicsőségesek voltunk a szabadságunkban." Később a házaspár vásárolt egy nyolcszobás házat Hollywood Whitley Heights részén, amelyet felújítottak, amint pénzügyi helyzetük lehetővé tette. Valentinónak azonban problémák merültek fel első feleségével, Jean Ackerrel, való válása során, ugyanis a válás után egy éven belüli újabb házasságkötés akkoriban hivatalosan törvényen kívülinek számított. 1922-ben, figyelembe véve a rendeletet a pár Mexikóba menekült, hogy egybekössék életüket, azonban miután visszatértek New Yorkba, Valentinót letartóztatták bigámia elkövetésével. Nem sokkal ezután a színészt barátainak segítségével szabadon engedték. 1923 nyarán Valentino jövedelmező szerződést írt alá a Lasky-Paramount stúdióval. Natacha Rambova kreatív ötleteit férje karrierjére összpontosította. Ő tervezte és felügyelte több tucat történelmileg pontos jelmez varrását Valentino filmjeihez mint például a Beaucaire úr (1924) és az Ifjú Maharadzsa (1922) című filmhez. Rambova részvétele azonban az egyre növekvő hírnevű Valentino filmjeinek forgatásán nem kívánatossá vált. Elképzeléseit és megnyilvánulásait nem mindig fogadta csodálattal a közönség. Amikor Valentino aláírta a United Artistsszal való szerződését, megtiltották Rambovának, hogy megjelenjen férje forgatásán.
Miután elváltak, néhány hónappal később, 1926-ban volt férje meghalt, és a Valentino-rajongók megvádolták őt a haláláért, és „Hollywood leggyűlöltebb nőjének” tartották. A valóságban éppen ellenkezőleg történt, ő és Valentino táviratokat cseréltek, amíg a színész kórházban volt, és azt tervezték, hogy újra összejönnek.
1932-ben európai útja során találkozott második férjével, Alvaro Conde de Urzaiz, spanyol származású arisztokratával, akivel hamarosan összeházasodtak. Házasságuk során vállalkozást alapítottak , mely során villákat restauráltak a turisták számára. A spanyol polgárháború kitörésekor Rambova férjével Mallorcán élt, de családja Cannes melletti kastélyában keresett biztonságot, mielőtt 1939-ben visszatért az Egyesült Államokba. Amikor a spanyol polgárháború kitört, Urzaiz a fasiszta-párti nacionalista oldalon állt, és haditengerészeti parancsnok lett. Rambova Nizzába menekült, ahol 40 éves korában szívrohamot kapott. Nem sokkal később ő és Urzaiz elváltak.

## Karrier
Első jelmezeit Kosloff The Woman God Forgot (ez volt Kosloff első filmszerepe) című filmhez tervezte, azonban a vele folytatott afférja alatt, Kosloff bántalmazni kezdte Rambovát, így megszökött tőle és ekkor költözött Hollywoodba. Morris, Leider és Lambert életrajzírók szerint Kosloff ellopta Rambova összes vázlatát, de Natacha később visszaszerezte és megmutatta terveit Nazimovának. Rambova munkásságát négy DeMille-filmben használták fel, köztük a Why Change Your Wife?-ban (1920) amelyben Gloria Swanson és Thomas Meighan szerepelt, mielőtt a Nazimovához szerződött. 1920-ban Alla Nazimova főszereplésével készült Billions című néma vígjátékhoz készített ruhaterveket.
Jelmeztervezésen kívűl Rambova alkalmanként színészkedéssel is foglalkozott. Többek között feltűnt Valentino Sejk és Cobra című filmjeiben háttértáncosként illetve megjelent a The Woman in Chains (1923), What Price Beauty? (1925) és When Love Grows Cold (1926) című filmekben.
Natacha Rambova sikeres táncos, színésznő, tervező és egyiptológus volt. Célja az volt, hogy megőrizze függetlenségét és sikeres karriert fusson be annak ellenére, hogy az akkori társadalom azt diktálta, hogy a nőknek csak a házasság a feladatuk. A kaliforniai Pasadenában halt meg 1966-ban, 69 éves korában.

## Későbbi évek

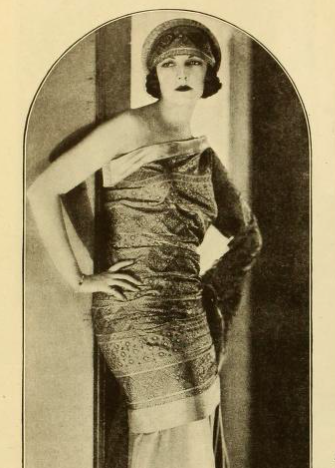
Rambova a Photoplay magazinban (1924)

Miután 1925-ben elvált Valentinótól, Rambova saját ruhaüzletet működtetett Manhattanben, aminek segítségével arra buzdította a nőket hogy a divat által fejezzék ki önmagukat. Később bezárta a boltot, majd Európában találkozott második férjével, Álvaro de Urzáiz nevű arisztokratával. 1932-ben összeházasodtak, majd mostohaapja vállalkozását folytatva, régi villák felvásárlásával és modernizálásával foglalkozott. Ez idő alatt járt életében először Egyiptomban, ami olyan mértékben lenyűgözte Rambova-t, hogy későbbi éveit egyiptológia tanulmányozásával töltötte. Két Mellon-ösztöndíjat kapott, hogy odautazzon, és tanulmányozza az egyiptomi szimbólumokat és hitrendszereket. Szerkesztője volt Alexandre Piankoff Egyiptomi vallási szövegek és ábrázolások (1954–1957) első három könyvének, illetve harmadik kötetben egy szimbolikus fejezettel is közreműködött. 1966-ban halt meg Kaliforniában szívrohamban, miközben egy kéziraton dolgozott, amely az Unisz-piramis szövegeinek mintáit vizsgálta.

## Bibliográfia
- Rambova, Natacha Rudy: An Intimate Portrait by His Wife (1926)
- Rambova, Natacha Rudolph Valentino Recollections by Natacha Rambova (1927)
- Rambova, Natacha ( 1942 február– 1943 június). "Astrological Psycho-Chemistry". American Astrology[30]
- Rambova, Natacha  (Június-Július 1942). "Strength ... Serenity ... Security". Harper's Bazaar[30]
- Rambova, Natacha (Július 1942). "America: Her purpose and three great trials for Liberty–Equality–Unity". American Astrology[30]
- Rambova, Natacha (November 1942). "America's Destiny". American Astrology[30]
- Rambova, Natacha (1957); Piankoff, Alexandre "The Symbolism of the Papyri"

Közreműködések
- szerk.: Rambova, Natacha: The Tomb of Ramesses VI, Egyptian Religious Texts and Representations (Bollingen Series XL) ford.: Piankoff, Alexandre:. Pantheon Books (1954)
- szerk.: Rambova, Natacha: The Shrines of Tut-Ankh-Amon, Egyptian Religious Texts and Representations (Bollingen Series XL) ford.: Piankoff, Alexandre:. Pantheon Books (1955)
- szerk.: Rambova, Natacha: Mythological Papyri, Egyptian Religious Texts and Representations (Bollingen Series XL) ford.: Piankoff, Alexandre:. Pantheon Books (1957)

## Fordítás
- Ez a szócikk részben vagy egészben a Natacha Rambova című angol Wikipédia-szócikk ezen változatának fordításán alapul.  Az eredeti cikk szerkesztőit annak laptörténete sorolja fel. Ez a jelzés csupán a megfogalmazás eredetét és a szerzői jogokat jelzi, nem szolgál a cikkben szereplő információk forrásmegjelöléseként.